# Agatocles de Egipto
Agatocles (Griego: Ἀγαθοκλῆς, fl. siglo III a. C., muerto 203/202 a. C.) fue un ministro ptolemaico y junto con su hermana Agatoclea, un personaje muy cercano al faraón greco-egipcio Ptolomeo IV Filopator, quien reinó en 221 a. C.–205 a. C.

## Biografía
Agatocles tenía un parentesco lejano con la Dinastía ptolemaica a través de su padre. Era un noble greco-egipcio, hijo de Oenanthe, mujer de origen oscuro, y de otro Agatocles, un descendiente de nobles macedonios y sicilianos.
Agatocles y su hermana fueron introducidos en la corte de Ptolomeo IV por su ambiciosa madre. A pesar de que Ptolomeo se casó con su hermana Arsinoe III en 220 a. C., Agatoclea continuó siendo su favorita. Según inscripciones datadas en 216/215 a. C., Agatocles sirvió como sacerdote. A la muerte de Ptolomeo IV, en 205 a. C., Agatocles y sus aliados mantuvieron en secreto el acontecimiento para aprovechar la oportunidad de saquear el tesoro real. También prepararon una conspiración con Sosibio para colocar a Agatocles en el trono, o al menos hacerle regente del rey niño, Ptolomeo V Epifanes. Con el apoyo de Sosibio, asesinaron a Arsinoe III, actuando entonces Agatocles como guardián del joven Ptolomeo V Epifanes.
Parece que luego Agatocles mató a Sosibio, a pesar de que los detalles de este acontecimiento son desconocidos. En 203/202 BC, los egipcios y los griegos de Alejandría, desesperados por los ultrajes de Agatocles, se alzaron contra él, y el gobernador militar Tlepolemo se colocó a la cabeza. Rodeando el palacio por la noche, forzaron su entrada. Agatocles y su hermana suplicaron piedad, pero fue en vano. Agatocles fue asesinado por sus amigos, para evitar un destino aún más cruel. Agatoclea, con sus hermanas, y Oenanthe, que se habían refugiado en un templo, fueron arrastradas fuera, y en un estado de desnudez, expuestas a la furia de la multitud, que literalmente las descuartizó.  Todos sus conocidos y quienes habían tenido alguna participación en el asesinato de Arsinoe III fueron también asesinados. Agatocles murió junto con su mujer y su hijo.